# Рикиш (Сибињ)
Рикиш (рум. Richiș) насеље је у Румунији у округу Сибињ у општини Биертан. Oпштина се налази на надморској висини од 432 m.

## Становништво
Према подацима из 2002. године у насељу је живело 792 становника.

### Попис2002.
| Расподела становништва по националности 2002.‍ | Расподела становништва по националности 2002.‍ | Расподела становништва по националности 2002.‍ | Расподела становништва по националности 2002.‍ | Расподела становништва по националности 2002.‍ |
| --------------------------------------------- | --------------------------------------------- | --------------------------------------------- | --------------------------------------------- | --------------------------------------------- |
|                                               |                                               |                                               |                                               |                                               |
| Румуни                                        | Румуни                                        |                                               | 563                                           | 71,1%                                         |
| Мађари                                        | Мађари                                        |                                               | 63                                            | 8,0%                                          |
| Роми                                          | Роми                                          |                                               | 145                                           | 18,3%                                         |
| Немци                                         | Немци                                         |                                               | 21                                            | 2,7%                                          |